# Командование специальной воздушной службы (Италия)
Командование специальной воздушной службы (итал. Comando servizi aerei speciale или сокращённо C.S.A.S) — специальное подразделение Итальянских Королевских военно-воздушных сил, которое во время Второй мировой войны занималось авиационными транспортными перевозками для снабжения итальянских войск в различных регионах. На вооружении этой службы состояли сотни транспортных самолётов, в том числе и гражданских, ранее использовавшихся итальянскими авиакомпаниями.

## История
10 июня 1940 года фашистская Италия вступила во Вторую мировую войну. Поскольку итальянские войска начали вести боевые действия вдали от метрополии, а именно в Греции, Северной и Восточной Африке, встал вопрос об их снабжении. Снабжение морскими путями осуществлялось, однако, здесь возникала реальная опасность подвергнуться атакам британских военных кораблей и подлодок. К тому же морские пути требовали значительного количества времени, а снабжение с помощью моря Итальянской Восточной Африки становилось недоступными из-за того, что Суэцкий канал соединяющий Средиземное море с Красным оставался в руках британцев. По этой причине было принято решения активно задействовать большую часть имеющихся в стране транспортных самолётов.
Специальная воздушная служба Итальянских Королевских ВВС (C.S.A.S) была сформирована сразу после вступления Италии во Вторую мировую войну и была призвана мобилизовать все транспортные и транспортно-пассажирские самолеты страны, а также организовывать сообщения между метрополией, колониями и прочими оккупированными итальянцами территориями для снабжения итальянских войск по воздуху. Для этого в состав службы были приняты не только военные транспортники, но и большая часть воздушного флота итальянских гражданских авиакомпаний, таких как: Ala Littoria, LATI и ALI. Служба имела три транспортные группы, три автономных эскадрильи, связные подразделения, в том числе с привлечением флота гражданских авиакомпаний, а так же отдельные авиационные группы по Северной и Восточной Африке. Авиационный парк C.S.A.S насчитывал до нескольких сотен транспортных самолётов таких марок как Savoia-Marchetti, Breda, Caproni, IMAM.

## Структура
147-я Транспортная группа, Литтория (13 самолётов), подполковник Джузеппе Патернити
- 601-я Эскадрилья, Savoia-Marchetti SM.75
- 602-я Эскадрилья, Savoia-Marchetti SM.75
- 603-я Эскадрилья, Savoia-Marchetti SM.75

148-я Транспортная группа, Реджо-ди-Калабрия (13 самолётов), подполковник В. Наполи
- 605-я Эскадрилья, Savoia-Marchetti S.M.73
- 606-я Эскадрилья, Savoia-Marchetti S.M.73

149-я Транспортная группа, Неаполь (12 самолётов), подполковник Картони
- 607-я Эскадрилья, Savoia-Marchetti SM.82
- 608-я Эскадрилья, Savoia-Marchetti SM.82
- 609-я Эскадрилья, Savoia-Marchetti SM.82

Автономные эскадрильи
- 611-я Эскадрилья, Breda Ba.44 (5 самолётов)
- 615-я Эскадрилья, Savoia-Marchetti S.M.82, Гуидония-Монтечельо (8 самолётов)
- 616-я Эскадрилья, Savoia-Marchetti SM.74, Литторио, (3 самолёта)[1]

Подразделения связи и сообщений
- Скоростное связное подразделение, Рим-Литторио (2 S.M.79 и 3 B.R.20)
- Отделы перелётов войсковых объединений (5 SM 79, 6 Ca.310, 4 C.R.42, 1 G.50)
- Подразделение связи авиакомпании «ALI», Милан-Линате (на 1939 год 16 самолётов, включая 1 DC-2 (I-EROS) [2], 9 Fiat G.18/G.18V, и 6 Savoia-Marchetti, (предположительно S.73).[3] Командир — генерал Б.А. Бьонди.
- Подразделение связи авиакомпании «LATI», Рим-Гуидония (2 SM.75, 2 SM.82, 13 SM.83), подполковник Джованни Педзани;
- Подразделение связи авиакомпании «Ala Littoria», Рим-Литторио, на 1940 год воздушный флот компании составляли 74 самолёта и 39 гидропланов. Командир — подполковник Вентурини.
- Звено сухопутной авиации (Литторио, 2 Savoia-Marchetti S.71, 6 SM 75, 1 Savoia-Marchetti S.M.86, 1 Savoia-Marchetti S.M.87, 1 Ro.10, 6 Ju 52, 1 Fokker F.VII, 1 DC 2, 1 DC-3)
- Звено гидросамолётов (Рим-Остия Лидо, 4 Z.506C, 6 M.C.94, 4 M.C.100)

Подразделения в Итальянской Восточной Африке, Savoia-Marchetti S.M.73, Caproni Ca.148C, Caproni Ca.133T, IMAM Ro.10
Подразделения в Северной Африке
- Школа парашютистов в Ливии, Savoia-Marchetti SM.81
- 146-я Транспортная группа, Бенгази (12 самолётов).
  - 604-я Эскадрилья, Savoia-Marchetti SM.75 (6 самолётов)
  - 610-я Эскадрилья, Savoia-Marchetti SM.75 (8 самолётов)